# Theberton
Theberton is een civil parish in het bestuurlijke gebied East Suffolk, in het Engelse graafschap Suffolk. In 2001 telde het dorp 303 inwoners. Theberton komt in het Domesday Book (1086) voor als 'Thewardetuna'.